# Eville Gorham
Eville Gorham FRSC (* 15. Oktober 1925 in Halifax; † 14. Januar 2020 in Minneapolis) war ein kanadisch-US-amerikanischer Wissenschaftler, dessen Forschungsschwerpunkt im Bereich der Chemie des Süßwassers und der Ökologie und Biogeochemie von Mooren lag. Dabei entdeckte Gorham unter anderem den Einfluss von Saurem Regen auf die Versauerung von Seen und die Bedeutung der Biomagnifikation radioaktiver Isotope in nördlichen Nahrungsketten. Ersteres führte zum Erlass von Gesetzen und zur Umgestaltung von Kraftwerken, um die entstehenden Abgase von Schwefelsäure zu reinigen, letzteres war ein früher Schritt in Richtung eines Vertrags über das Verbot von Kernwaffenversuchen in der Atmosphäre, im Weltraum und unter Wasser.
Gorham betonte, dass wissenschaftliche Entdeckungen oft das Ergebnis von Zufällen sind und ermutigte Schüler dazu, nach den Möglichkeiten zu suchen, die der Zufall bietet. Er wurde mit der Benjamin Franklin Medal und dem G. Evelyn Hutchinson Award ausgezeichnet, war Mitglied der National Academy of Sciences und der American Academy of Arts and Sciences und beeinflusste die Karrieren anderer Wissenschaftler.

## Leben und Karriere
Eville Gorham wuchs in Halifax auf. Sein Leben und seine Karriere waren Thema eines Aufsatzes aus dem Jahr 2015. Von 1942 bis 1947 besuchte er die Dalhousie University und erlangte einen Bachelor-Abschluss in Biologie sowie einen Master in Zoologie. In seiner Dissertation behandelte er die Auswirkungen von Temperaturunterschieden auf die Entwicklung von Lachsembryonen, was für spätere Studien zur thermischen Verschmutzung von Bedeutung war.
Zu diesem Zeitpunkt entschied Gorham sich dazu, Experimente zu vermeiden, bei denen Tiere zu Schaden kommen. 1947 erhielt er das Overseas-Science-Research-Stipendium der Royal Commission for the Exhibition of 1851 und wurde Doktorand für Pflanzenökologie am University College London.
Gorham untersuchte zunächst den Mineralgehalt von Pflanzen im Lake District und die Versauerung von Ökosystemen. Nach seiner Promotion war er ein Jahr lang in Schweden tätig und leitete ein Projekt zur Erforschung des Wassers eines schwedischen Moores. Zurück in England war er zunächst Dozent für Biologie am University College London und später für die Freshwater Biological Association im Lake District tätig. Dort machte er einige seiner bedeutendsten Entdeckungen in Bezug auf sauren Regen und radioaktiven Niederschlag.
Sein Hauptaugenmerk bei der Untersuchung des Lake District lag jedoch auf der Chemie von Regen-, Moor- und Seewasser. Er bestätigte die Hypothese von Margaretta Witting, dass das Wasser von Mooren zum größten Teil aus Regenwasser besteht. Dabei entdeckte er, dass Regenwasser bei Wind aus Richtung von Industriegebieten Schwefelsäure und bei Wind aus Küstengebieten Salz enthält.
Außerdem wandte Gorham sich den Auswirkungen der Luftverschmutzung auf den Menschen zu und entdeckte Zusammenhänge zwischen drei Lungenkrankheiten und verschiedenen Luftschadstoffen. Bronchitis war in städtischen und industriellen Gebieten häufig und korrelierte mit Salzsäure. Lungenentzündungen korrelierten mit Schwefel im Regen, Lungenkrebs mit von Industrieanlagen in die Luft abgegebenem Teer. Diese Erkenntnisse führten zu zwei Veröffentlichungen in der britischen medizinischen Fachzeitschrift The Lancet und einer in The Medical Officer.
Später kehrte Gorham nach Kanada zurück und übernahm eine Stelle in der Abteilung für Botanik der University of Toronto. Zusammen mit Alan Gordon untersuchte er die Auswirkungen von verschmutztem Schmelzwasser auf Wälder und Seen rund um Greater Sudbury. 1962 übernahm er eine Stelle an der University of Minnesota. Außerdem war Gorham Mitglied mehrerer Umweltausschüsse und der kanadisch-US-amerikanischen Wissenschaftskommission von Präsident Jimmy Carter. Darüber hinaus war er an Umweltprojekten beteiligt, die von der Royal Society of Canada und der National Academy of Sciences finanziert wurden und sich Mooren, der Ökologie und der Limnologie zuwandten.
Eville unterrichtete zunächst in Botanik und Biologie, später in Limnologie. Außerdem gab er Kurse am Blakeney Point in Norfolk und später im Itasca State Park in Minnesota.

## Familie
Eville Gorham lernte seine Frau Ada Macleod 1945 beim Studium an der Dalhousie University kennen. 1947 verlobten sie sich, im Jahr darauf folgte die Hochzeit. Zusammen hatten sie vier Kinder: Kerstin (* 1957), Vivien (* 1958), Jocelyn (* 1960) und Jamie (* 1964). Gorham starb am 14. Januar 2020.

## Werke (Auswahl)
- E. Gorham: The development of the humus layer in some woodlands of the English Lake District. In: Journal of Ecology 1953;41(1):123-52. doi:10.2307/2257105
- F. R. Hayes, D. Pelluet, E. Gorham: Some effects of temperature on the embryonic development of the salmon (Salmo salar). In: Canadian Journal of Zoology 1953;31(1):42-51.
- E. Gorham: Bronchitis and the acidity of urban precipitation. In: The Lancet 1958;2(7048):691.
- E. Gorham: The influence and importance of daily weather conditions in the supply of chloride, sulphate and other ions to fresh waters from atmospheric precipitation. In: Philosophical Transactions of the Royal Society B 1958;241(679):147-78. doi:10.1098/rstb.1958.0001
- J. R. Bray, E. Gorham: Litter production in forests of the world. In: Advances in Ecological Research 1964;2:101-57. doi:10.1016/s0065-2504(08)60331-1
- E. Gorham, J. E. Sanger: Fossilized pigments as stratigraphic indicators of cultural eutrophication in Shagawa Lake, northeastern Minnesota. In: Geological Society of America Bulletin 1976;87(11):1638-42.
- E. Gorham: Shoot height, weight and standing crop in relation to density of monospecific plant stands. In: Nature 1979;279(5709):148-50. doi:10.1038/279148a0
- E. Gorham: Biogeochemistry – its origins and development. In: Biogeochemistry 1991;13(3):199-239. doi:10.1007/bf00002942